# Xylotrechus lepesmei
Xylotrechus lepesmei är en skalbaggsart som beskrevs av Maurice Pic 1950. Xylotrechus lepesmei ingår i släktet Xylotrechus och familjen långhorningar. Inga underarter finns listade i Catalogue of Life.